# Депортес Авиасион
Депортес Авиасион (на испански: Deportes Aviación), е бивш чилийски футболен отбор.
Основан е на 12 декември 1957 г. от Военновъздушните сили на Чили. От 1972 г. до разформироването му на 25 януари 1982 г. има професионален статут. Шампион на втора дивизия през 1973 г.

## История

### Известни бивши футболисти
- Гийермо Явар
- Онорино Ланда
- Роберто Рохас
- Уругуай Графиня

## Успехи
- Примера Б:
  - Шампион (1): 1973
- Кампеонато Рехионал де ла Сона Сентрал:
  - Шампион (1): 1971
- Кампеонато Апертура де ла Сегунда Дивисион де Чиле:
  - Носител (1): 1973

## Рекорди
- Най-голяма победа: 6:2 срещу Кокимбо Унидо, 1979 г.
- Най-голяма загуба: 6:0 срещу Уачипато, 1975 г. и Универсидад де Чиле, 1976 г.
- Най-много голове: Рикардо Фабиани – 61